# 蟠龍劉氏家族墓
蟠龍劉氏家族墓位於四川省自貢市榮縣，文物遺址年代判定為清。2012年7月16日公佈為第八批四川省文物保護單位。

## 簡介[2]
蟠龍劉氏家族墓位於四川省自貢市榮縣長山鎮蟠龍村，坐東向西，建於清嘉慶十六年（1811），分佈面積2200平方公尺，由劉氏家族劉時應墓及夫人林氏墓組成。墓碑重材間雕刻有人物、農耕、花鳥及生活場景，明間額坊陰刻“百代榮昌”，左右次間額坊分刻“子孝”、“孫賢”字樣，柱上刻有楹聯，兩側抱鼓石上刻有圖騰圖案，反映出死者生前有相當的社會地位與經濟地位。劉氏家族墓雕刻工藝精湛、內容豐富，是研究四川地區清代葬俗及雕刻藝術難得的實物資料。1996年，蟠龍劉氏家族墓被榮縣人民政府公佈為縣級文物保護單位。